# Inducción del parto

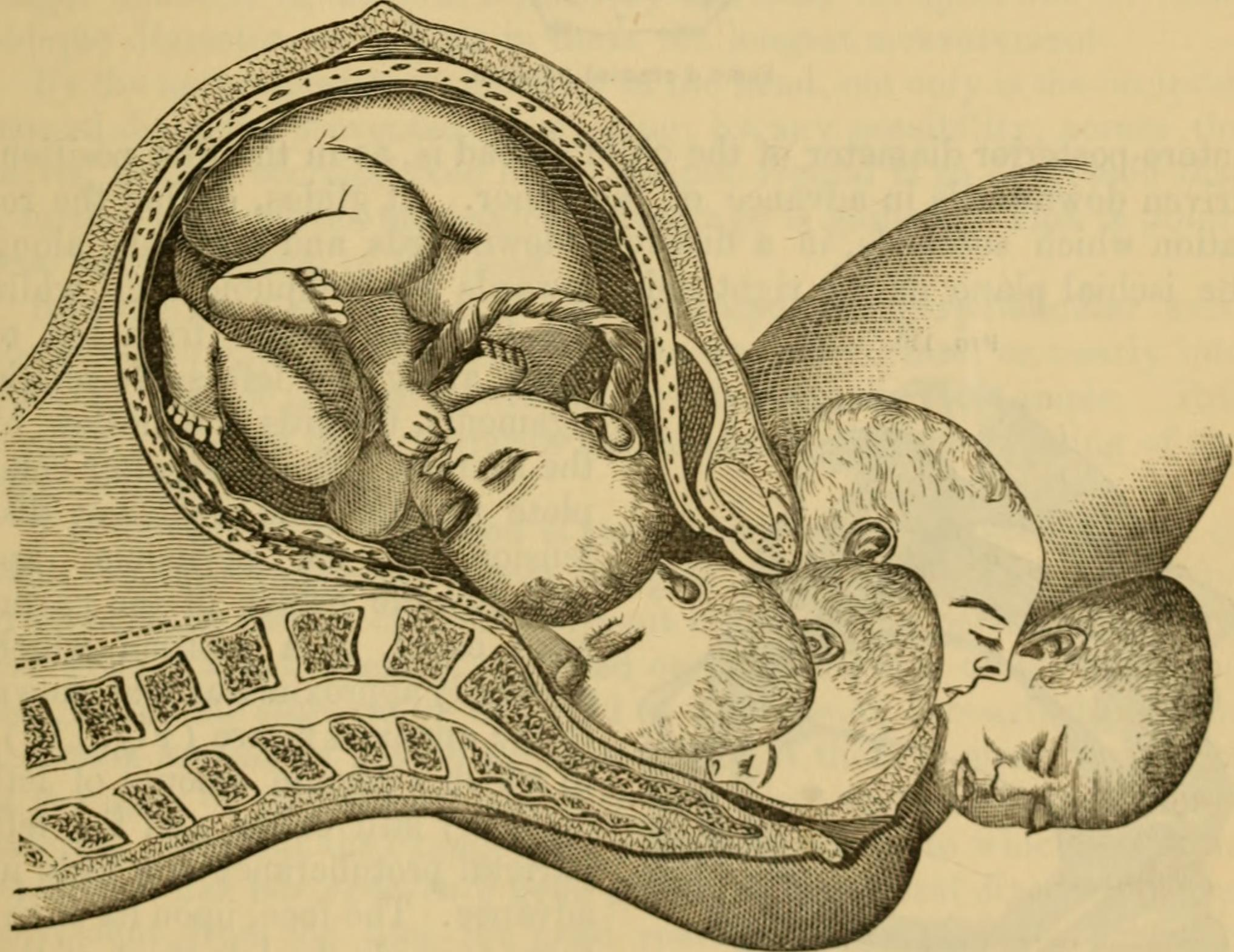
Un Sistema de partería - incluyendo las enfermedades del embarazo y el estado puerperal

La inducción del trabajo de parto, también denominado parto inducido, son un conjunto de procedimientos dirigidos a provocar contracciones uterinas de manera artificial con la intención de desencadenar el parto en el momento más adecuado para la madre y el feto. La evaluación de las características del cuello uterino se ha considerado uno de los factores predictivos del pronóstico de la inducción del trabajo de parto. En la mayoría de los países occidentales se calcula que aproximadamente uno de cada cuatro partos es inducido, y la mayor parte de inducciones se llevan a cabo con prostaglandina, a menudo combinada con oxitocina.

## Indicaciones
La inducción al parto es indicada cuando los beneficios de finalizar la gestación para la madre y feto sobrepasan los beneficios potenciales de continuarla. La práctica más común ha sido la de inducir el trabajo de parto a finales de la 42.ª semana de gestación. Numerosos estudios demuestran un mayor riesgo de mortalidad infantil de los nacimientos en la 41.ª y en particular 42.ª semana de gestación, así como un mayor riesgo de lesiones a la madre y el bebé. La fecha recomendada para la inducción del trabajo de parto se ha trasladado al final de la semana 41 de gestación en muchos países, entre ellos Suecia y Canadá.
Un metaanálisis de 2019 señala que la inducción al parto en mujeres con un embarazo a término o de bajo riesgo está asociado con múltiples resultados perjudiciales como una mayor incidencia de parto por cesárea, ruptura prematura de las membranas, chorioamnionitis, ruptura uterina u otros. Concluye que los beneficios de inducir al parto a grandes poblaciones de mujeres con embarazos de bajo riesgo no superan los peligros que conlleva, y podría llegar a considerarse un caso de iatrogenia de la cultura médica contemporánea.
A su vez otro metaanálisis que incluye estudios realizados entre 1975 y 2014 concluyó que la inducción al parto en las madres que se encuentran post-término (embarazos de más de 42 semanas) reduce los riesgos de muerte fetal, de ingresos en unidades de cuidado neonatal, y de parto por cesárea. Estas mejoras se encontraron en partos inducidos con prostaglandina E2 y con misoprostol, pero no se dan con la inducción mediante oxitocina ni con los métodos mecánicos como la amniotomía (ruptura artificial de la membrana) o la maniobra de Hamilton (maniobra de despegamiento de membranas).
Las razones médicas aceptadas más comunes incluyen:
- Cuando hay sospecha de macrosomia fetal (cuando el bebé pesa más de 4'5 kilogramos).[8]
- Embarazo postermino, es decir, si el embarazo ha pasado de las 42 semanas.
- Restricción del crecimiento fetal intrauterino.
- Cuando existe un marcado descontrol hipertensivo o se encuentra en situación de preeclampsia o eclampsia.
- Ruptura prematura de membranas, así como ruptura prematura de membranas pretérmino.[9]
- Terminación prematura del embarazo.
- Muerte fetal en el útero.

## Predictores
El test de Bishop se utiliza para monitorizar la progresión del cérvix y predecir mediante cinco indicadores si una inducción al parto es indicada o requerida. 
A mayor grado de madurez cervical, mejoran las probabilidades de lograr una inducción sin complicaciones. Por eso es fundamental hacer una valoración de las condiciones del cuello uterino, basado principalmente en el Test de Bishop. Cada íten es puntuado en una escala del 0 al 2 o del 0 al 3, presentando mayor riesgo de intervención con cesárea en las situaciones en las que la puntuación total es menor a 5. Si la puntuación de Bishop suma 6 o menos, se suele recomendar la administración de un agente que contribuya a la maduración cervical antes de la inducción del parto. Una puntuación mayor de 9 indica que las probabilidades de un parto espontáneo son muy elevadas.

## Métodos de inducción
Los métodos utilizados en el parto inducido incluyen medicación farmacológica y aproximaciones quirúrgicas o mecánicas.
Existen enfoques no farmacológicos para la maduración cervical y la inducción del trabajo, que han incluido compuestos de hierbas, aceite de ricino, baños calientes, los enemas, el acto sexual, la estimulación de las mamas, la acupuntura, acupresión, estimulación nerviosa transcutánea, así como modalidades mecánicas y quirúrgicas. De todas las no farmacológicas, solo los enfoques mecánicos o quirúrgicos han demostrado eficacia para la maduración cervical o la inducción del trabajo de parto efectiva. Algunos agentes farmacológicos disponibles para la maduración cervical y la inducción del trabajo incluyen las prostaglandinas, el misoprostol, la dinoprostona, la mifepristona y relaxina. Cuando el puntaje de Bishop produce una puntuación es favorable, el mejor agente farmacológico es la oxitocina.

### Métodos farmacológicos
- Administración por vía intravaginal, endocervical o extraamniótica de prostaglandinas, como la dinoprostona (o prostaglandina E2) o el misoprostol.[14] La prostaglandina E2 es el compuesto más estudiado, y se administra en diversas dosis y vías de administración.
- Administración por vía intravenosa de oxitocina.[15] Hay varios riesgos asociados al uso de la oxitocina, especialmente en altas dosis, o cuando no se interrumpe la administración una vez la mujer ha empezado a tener contracciones. Se ha encontrado que en los casos en los que sea necesaria una intervención, una administración discontinua de oxitocina disminuye la necesidad de partos por cesárea.[15] Las dosis bajas o discontinuas de oxitocina parecen tener una respuesta y seguridad mejor que las dosis altas para la inducción al parto.[16]
- Se ha descrito el uso de mifepristona, pero en la práctica no se suele usar.[17]
- La relaxina también ha sido investigada pero tiene poco uso en la práctica médica.[18]
- Aplicación vaginal de agentes donantes del óxido nítrico, como el mononitrato de isosorbide y el gliceril-trinitrato.[19]
- El uso de la pitocina no está indicada dado que frecuentemente conlleva complicaciones y provoca daños en las pacientes.[20] Es una causa de litigio frequente por mala praxis médica.[21]

### Métodos quirúrgicos y mecánicos
- Despegamiento de membranas, también conocido como maniobra de Hamilton. Este procedimiento suele llevarlo a cabo una comadrona o médico durante un tacto vaginal. Se realiza insertando un dedo en la abertura del cuello uterino para separar las membranas del saco amniótico de la cérvix mediante un movimiento circular, lo que provoca la liberación de prostaglandinas y en ocasiones acelera el inicio de las contracciones.[22] La realización de la técnica del despegamiento de membranas comporta una disminución de la inducción farmacológica del parto, pero no se han encontrado disminuciones en el riesgo de muerte tanto para la madre como para el bebé, ni tampoco diferencias en el riesgo de parto por cesárea. Esto se debe a que esta técnica se realiza en embarazos con bajo o sin riesgo, y en situaciones en las que el parto no es urgente. Por el contrario aumenta el riesgo de sangrado, infección o ruptura de las membranas y el malestar en la madre por lo que solo se indica en las situaciones en las que los beneficios superen los riesgos.[23][24][25]
- Ruptura artificial de membranas (Amniotomía). La evidencia no apoya la ruptura artificial de las membranas, ni cuando el trabajo de parto se ha prolongado.[26]
- Infusión de solución salina extraamniótica (en inglés EASI),[27] es un procedimiento que se realiza introduciendo un catéter de Foley en el cuello uterino, expandiendo la sección distal del mismo, lo cual separa las membranas amnióticas de la cérvix y activa la producción de prostaglandinas.

## Contraindicaciones
Antes de iniciar una inducción del parto hay que comprobar que no existan circunstancias que la contraindiquen y que indiquen en vez a la realización de una cesárea electiva. Estos casos son:
- Desproporción pélvico-cefálico
- Placenta previa centro-oclusiva
- Vasa previa
- Prolapso de cordón
- Situación transversa
- Circular de Cordón a Cuello
- Infección activa de VHS (virus herpes simple)
- Presentación anómala
- Antecedente de cesarea previa en lapso menor a dos años de periodo intergenesico.
- Antecedentes de dos o más cesáreas anteriores u otras intervenciones ginecológicas previas con apertura a cavidad endometrial
- Sufrimiento fetal agudo
- Carcinoma de cérvix invasor
- Ciertas malformaciones genitales
- Condilomatosis importante del canal vaginal.

## Consideraciones para la inducción
Tanto la OMS como otras instituciones obstétricas como el Congreso Americano de Obstetras y Ginecología recomiendan no inducir el parto en mujeres que se encuentren por debajo de 41 semanas de gestación. En todos los casos, tanto el equipo médico como las pacientes debrían sopesar los riesgos y los beneficios de la inducción al parto, sobre todo cuando no haya una necesidad médica para ello.
Diversos estudios indican que la inducción al parto a las 41 semanas o posterior reduce el riesgo de parto por cesárea en un 12 por ciento, así como el riesgo de muerte del feto. En cambio, en el caso de las mujeres multíparas (con más de un embarazo a término), el riesgo de un parto por cesárea no es mayor en el caso de la inducción al parto.
La inducción al parto antes de las 39 semanas en mujeres que no tengan indicios de problemas médicos como hipertensión, RCIU, o preeclampsia, (y por tanto no habría necesidad de inducir el parto) aumenta el riesgo de parto prematuro, incluyendo complicaciones en el bebé como dificultades respiratorias, infecciones, mayor número de ingresos en unidades de cuidados intensivos o incluso muerte perinatal.
En los casos en que el embarazo se encuentra entre la semana 34 y la 37, y la madre presenta un estado hipertensivo (como preeclampsia o eclampsia), la inducción puede mejorar la perspectiva de la madre pero no mejora o empeora la situación para el recién nacido. Este tipo de situaciones requieren más estudios para ser concluyentes.
Si hay ruptura de las membranas prematura entre la semana 24 y la semana 37 hay mejores perspectivas si se espera a que el parto se de forma espontánea, siguiendo el proceso bajo una monitorización exhaustiva. Por el contrario, cuando la ruptura prematura de las membranas se da después de la semana 37, una inducción al parto podría reducir el riesgo de infecciones tanto para la madre como para el bebé.
Tanto para los embarazos de más de 37 semanas como para los embarazos pretérmino en los cuales el feto presenta complicaciones las investigaciones no dan resultados claros sobre si es mejor provocar el embarazo o esperar hasta que el parto se da de forma espontánea.
En las mujeres que han tenido previamente un parto por cesárea la inducción al parto aumenta el riesgo de ruptura uterina al aumentar el riesgo de que se abra la cicatriz. No hay suficiente investigación para determinar que tipo de método de inducción es más seguro en estos casos.

## Controversia
Pese a que en las últimas décadas la inducción electiva al parto (bajo demanda) en mujeres con un embarazo de bajo riesgo a término se ha relacionado con un mayor riesgo de cesárea, algunos estudios indican lo contrario. Los datos señalan que el riesgo de cesárea se reduciría hasta un 12 por ciento en algunos hospitales, aunque aumentaría el riesgo de la necesidad de parto instrumental. En ningún caso se ha encontrado un riesgo mayor o menor para el bebé.
En las conclusiones de estos estudios se muestran prudentes con estos datos, y que se requeriría mucha más evidencia como para llegar a recomendar un parto inducido electivo. Uno de los factores importantes en este cambio de enfoque podría ser el hecho de que hasta ahora los datos de la mayoría de los estudios que reportan unas tasas más altas de cesáreas en las mujeres que se han sometido a parto inducido electivo compararon a esas pacientes con mujeres que se sometieron a un parto espontáneo (no inducido), muchas de las cuales tenían factores de riesgo muy variados, y que se debería estudiar comparando mujeres embarazadas con un nivel de riesgo similar.
Por otro lado, el parto inducido suele ser más doloroso para la mujer debido a las contracciones o al sangrado, lo que se debe a los efectos de los fármacos o de los métodos mecánicos. Esto puede llevar a un incremento del uso de analgésicos y de otros medicamentos para el dolor.